# Hilala
Hilala (en àrab هلالة, Hilāla) és una comuna rural de la província de Chtouka-Aït Baha, a la regió de Souss-Massa, al Marroc. Segons el cens de 2014 tenia una població total de 2.684 persones.